# Constantina Alcoceba Chicharro
Constantina Alcoceba Chicharro (Vildé, 11 de noviembre de 1899 – Soria, 1936) fue una matrona represaliada por su militancia anarquista.

## Trayectoria
Nació en Vildé, que en esos momentos era municipio independiente, aunque a finales del siglo XIX se integró en El Burgo de Osma. Sus padres fueron Demetrio Alcoceba Arriba y Micaela Chicharro, ambos dedicados a la agricultura. Era la mayor de tres hermanos. Su padre fue fiscal municipal de su pueblo y vecino con derecho a sufragio para compromisarios a las elecciones de Senadores, además de presidente de la Mesa Electoral de Vildé.
Alcoceba estudió en El Burgo de Osma y en 1927 marchó a Madrid donde estudió la carrera de matrona y practicante. Tras realizar los dos cursos de matrona en el Hospital Provincial de Madrid volvió a El Burgo de Osma donde consiguió la plaza de matrona. Ejerció poco tiempo, ya que en 1930 se trasladó a Soria. En 1930 fue reconocida como Socia de Honor por el Colegio de Practicantes. La primera plaza de matrona de la Beneficencia Municipal de Soria, fue convocada por la Junta Municipal el 6 de junio de 1931, y la incorporación de Alcoceba Chicharro fue inmediata.
En 1931 se casó con Matías Fernández Orte, natural de Almajano y ebanista de profesión. Él era militante de la Confederación Nacional del Trabajo (CNT). El matrimonio no tuvo hijos.
Desde el inicio de la República colaboró con el Ateneo de Divulgación Social, centro cultural de orientación libertaria. Allí coincidió con el médico, también libertario, de Almarza Arminio Guajardo Morandeira, que fue fusilado en el verano de 1936.
Colaboró, bajo el seudónimo Luna, en el periódico Trabajo de Soria. Excelente oradora, durante la primavera y verano de 1936, participó en actos de propaganda anarcosindicalista en varias poblaciones de Soria, Casarejos y Cabrejas del Pinar entre otros.
Detenida en Soria el 20 de agosto, fue llevada a la cárcel y falleció en ella. Aunque las fuentes orales hablan de fusilamiento, en su certificado de defunción dan como fecha el 18 de noviembre por enfermedad. Fue la única mujer de 53 personas asesinadas de la ciudad de Soria durante los primeros meses de la guerra.
En sesión extraordinaria del 29 de agosto de 1936, el Ayuntamiento de Soria le abrió expediente de destitución junto a otros empleados municipales. En la sesión del 21 de septiembre se acordó por unanimidad su destitución y absoluta separación del servicio como matrona de la Beneficencia Municipal, declarando vacante su puesto de trabajo.